# Hafen von Lüttich
Der Hafen von Lüttich (fr: Port Autonome de Liège, PAL) ist ein Binnenhafen in der Region Lüttich an der Maas und am Albertkanal.
Der 1937 gegründete Hafen ist eine Institution des Staates Belgien. Er umfasst inzwischen 29 einzelne Häfen auf einem Areal von ungefähr 358 ha mit 24 km Kaianlagen zwischen den Ortschaften Lanaye (Gemeinde Visé) und dem Freizeithafen bei Statte in der Gemeinde Huy auf einer Distanz von ungefähr 50 km entlang der Maas und des Albertkanals. In der Provinz Lüttich sind zwölf Gemeinden vom Hafen von Lüttich betroffen.

## Struktur

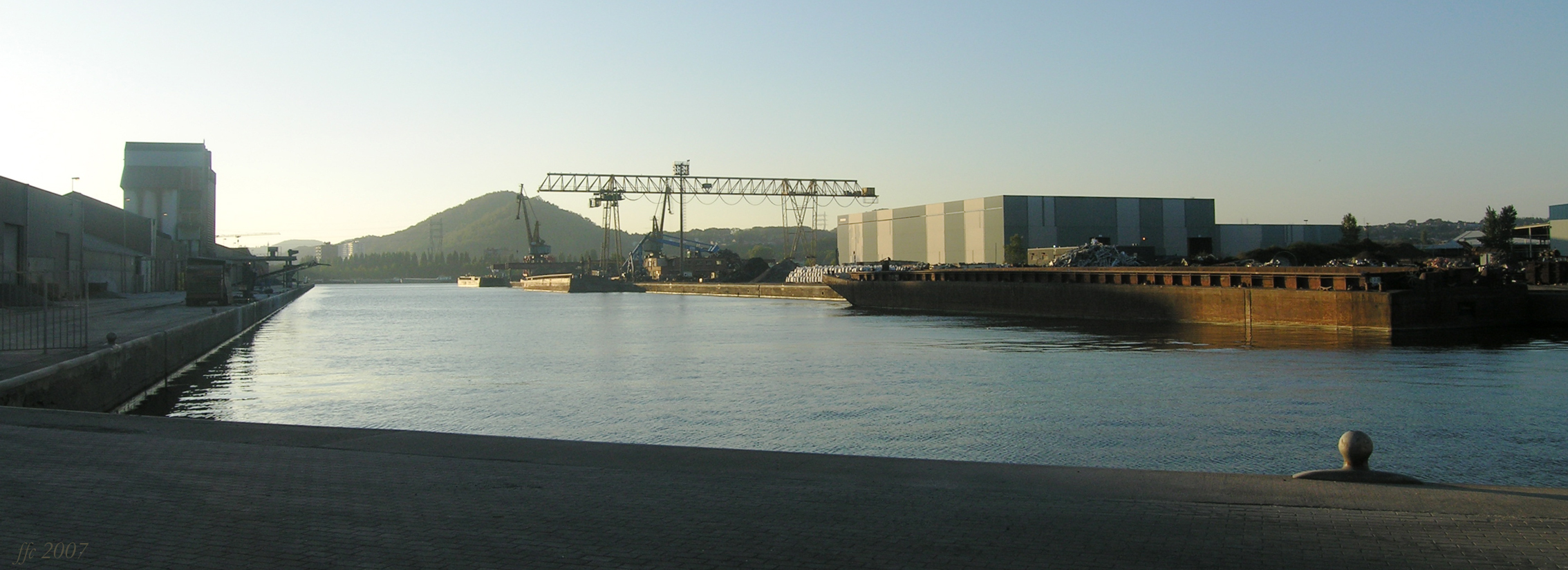
Ein Becken des Lütticher Hafens

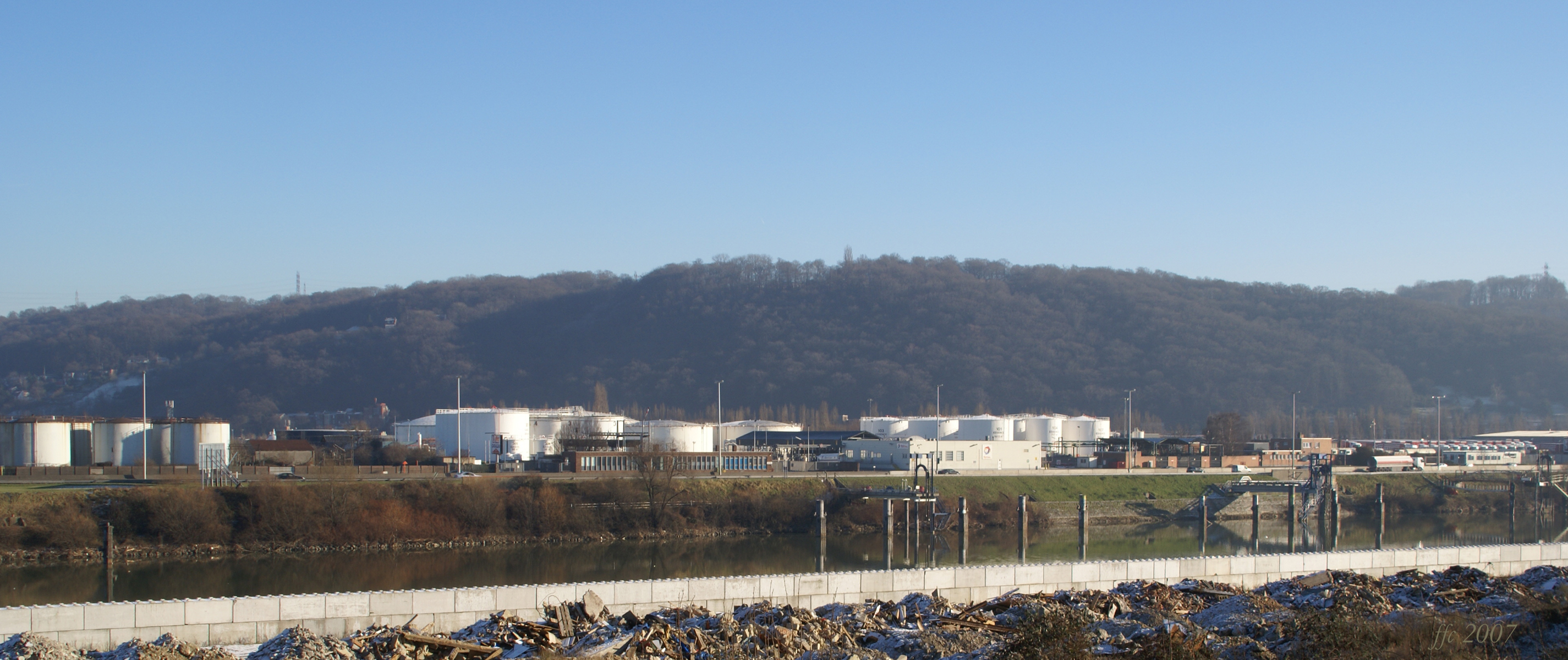
Petro-Hafen Lüttich

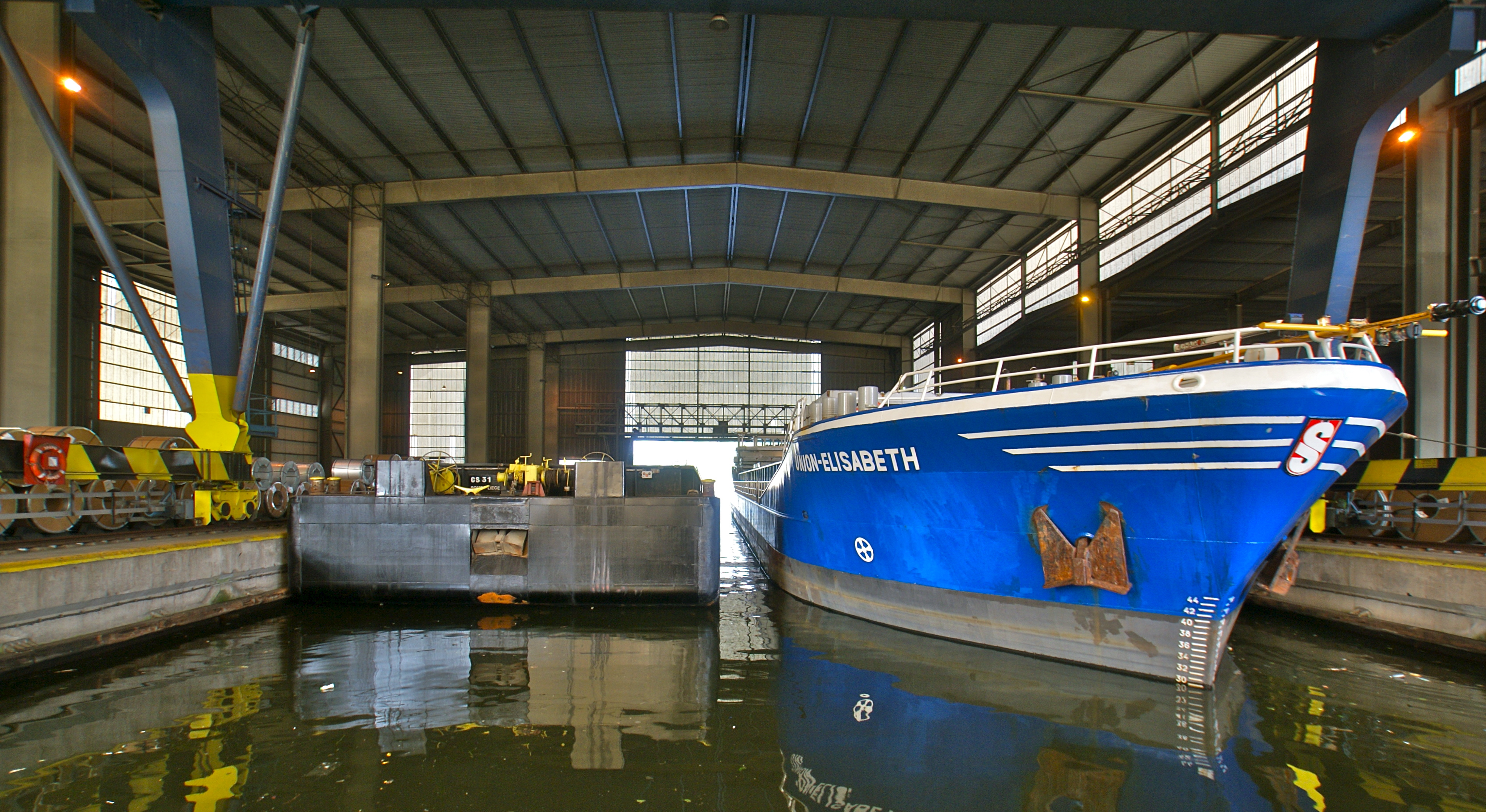
Überdachtes Becken mit Seeschiff Union Elisabeth

Im Jahr 2014 wurden 13,3 Millionen Tonnen auf dem Flussweg zum Hafen transportiert. Zusammen mit dem Umschlag von Eisenbahn und Lkw verzeichnete der Hafen im Jahr 2005 einen Gesamtumschlag von 20,1 Millionen Tonnen. Der Hafen von Lüttich ist einer der drei größten europäischen Binnenhäfen (nach Gewicht) nach dem Duisburger Binnenhafen und dem Hafen von Paris. Die direkte Verbindung mit Antwerpen durch den Albertkanal ermöglicht den Güterverkehr in der großen Industrieregion von Europa, in das Maasbecken und auch ins Rheinland und nach Luxemburg.
Neben dem von der öffentlichen Hand verwalteten Hafen von Lüttich gibt es einige private Häfen im Lütticher Hafenkomplex.
Im Lütticher Hafenkomplex wurden 2005 wasserseitig 14,2 Millionen Tonnen von insgesamt 20,1 Millionen Tonnen umgeschlagen, im Jahr 2010 wasserseitig 15,8 Tonnen von insgesamt 21,2 Tonnen.

### Containerumschlag
Der multimodale Containerterminal Trilogiport am Albertkanal gehört seit Sommer 2014 vollständig zu DP World. Südlich davon gibt es den Containerterminal Liège (LCT) der Tercofin SA. Diese beiden Terminalbetreiber hatten Ende 2018 das Joint Venture DP World Liège Container Terminals SA geschlossen, das die beiden Terminals in Kooperation weiter ausbauen will.
Der Hafen ist an das Gleisnetz der belgischen Staatsbahnen SNCB/NMBS angeschlossen, auf dem u. a. mit der Tochterfirma SNCB Logistics der Güterverkehr durchgeführt wird. Private Logistikfirmen haben Niederlassungen im Hafengebiet und organisieren den Güterverkehr zu Wasser, auf der Schiene und auf der Straße (z. B. Magetra, Holcim Belgique).

### Güterumschlag 2002–2024
| Gesamtumschlagsvolumen des Autonomen Hafens Lüttich (in Mio. Tonnen)                                            |
| --- |
| 25 20 15 10 5 020,7200221,6200420,1200621,8200821,2201019,3201218,0201420,5201621,4201819,3202019,0202216,52024 |
| |
| Quelle: Rapport annuel Port autonome de Liège 2024 (PDF), S. 61                                                 |

## Struktur
Die Häfen von Lüttich in Kürze:
- 21,1 Mio. transportierte Tonnen (Wasser/Schiene/Straße) im Jahr 2010 (einschließlich 15 Mio. Tonnen auf dem Wasserweg)
- 26 km Kaianlagen
- 370 ha Hafengelände
- 2 Containerterminals
- ein überdachtes Dock (1 ha)
- ein RoRo-Kai
- Lagerbehälter für Erdölprodukte (226.500 m³)
- 70 Lagerhäuser mit einer überdachten Gesamtfläche von etwa 15 Hektar
- Getreidesilos mit einer Gesamtkapazität von 50.000 m³
- Yachthafen (120 Liegeplätze)
- 10.670 direkte und etwa 16.000 indirekte Arbeitsplätze

## Verkehrswege
Der Hafen von Lüttich liegt innerhalb des dichtesten schiffbaren Wasserstraßennetzes der Welt, im großen Rhein-Maas-Schelde-Mosel-Becken (20.000 km).
Der Hafen hat drei Zugänge zur See:
- Der Albertkanal (Länge 129 km, 6 Schleusen) verbindet den Hafen von Lüttich mit dem Hafen von Antwerpen und an die Verbindung Schelde – Rhein. Der Albertkanal stellt nur 8,2 % des belgischen Flussnetzes dar (Flüsse und Kanäle), d. h. 129 km von 1560 km. Er stellt mit einem Verkehr von mehr als 30 Millionen Tonnen 30 bis 40 % der Gesamtheit des belgischen jährlichen Flussverkehrs.

- Die Maas und der Canal Juliana (dt. Julianakanal) schaffen die Verbindung zum Hafen von Rotterdam (Distanz 310 km, ungefähr 20 Stunden Fahrzeit).

- Eine Ost-West-Verbindung in Richtung Dünkirchen (362 km, 32 Schleusen), seitdem der Canal du Centre 2002 von 300 Tonnen auf 1350 Tonnen (für Europaschiffe) erweitert wurde.